# العمائر
العمائر قرية سعودية، تتبع محافظة رنية بمنطقة مكة المكرمة. تقع شرق مدينة مكة المكرمة بمسافة نحو () كم.